# Hydriomena purpurissa
Hydriomena purpurissa là một loài bướm đêm trong họ Geometridae.